# UTF-8
UTF-8 (8-bit Unicode Transformation Format) és una normativa de codificació de caràcters, per Unicode.